# Nueva Imperial

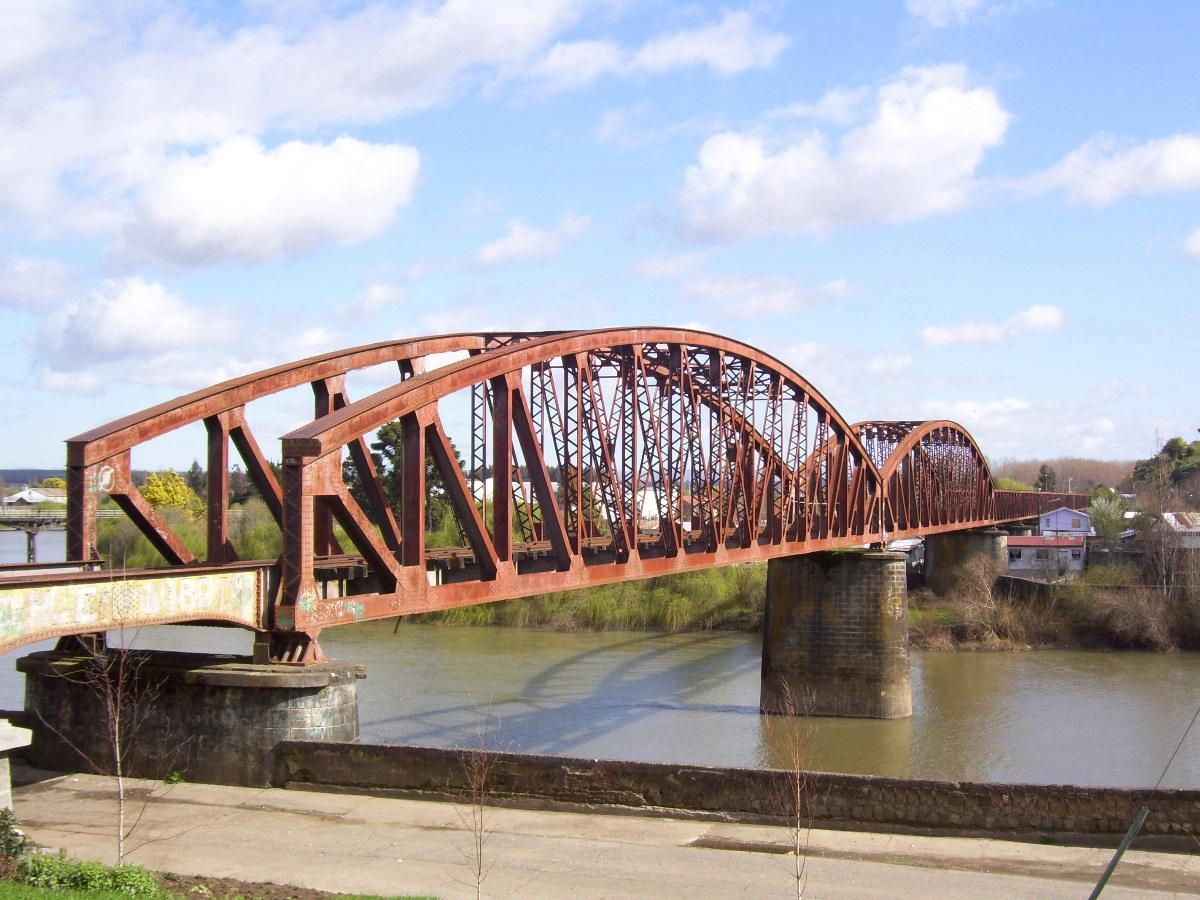
Pont Eiffel.

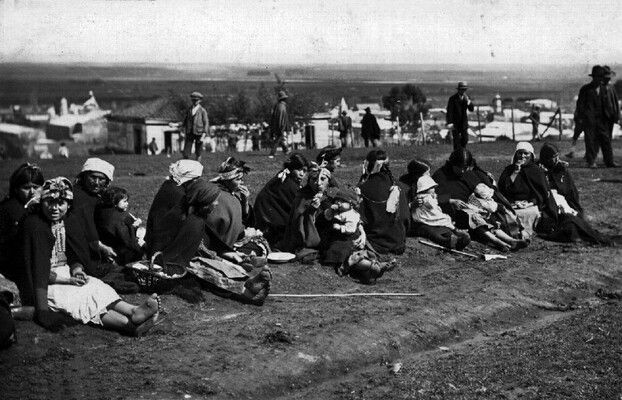
Mapuches à Nueva Imperialvers 1900.

Nueva Imperial est une ville et une commune du Chili dans la Province de Cautín, elle-même située dans la Région d'Araucanie.
La commune, qui a été fondée en 1551 par le conquistador Pedro de Valdivia, compte 31 156 habitants en 2012 et sa population est regroupée principalement dans deux centres urbains Imperial proprement dit et Villa Almagro. La commune abrite une des plus importantes communautés Mapuche du pays. Nueva Imperial est située dans une plaine au confluent du Rio Imperial et du Río Cholchol, à 35 kilomètres à l'est de la métropole régionale Temuco et une quarantaine de kilomètres de la côte de l'Océan Pacifique.

Position de Nueva Imperial (en rouge) au sein de la Région d'Araucanie.